# Flader Feuerlöschgerätefabrik

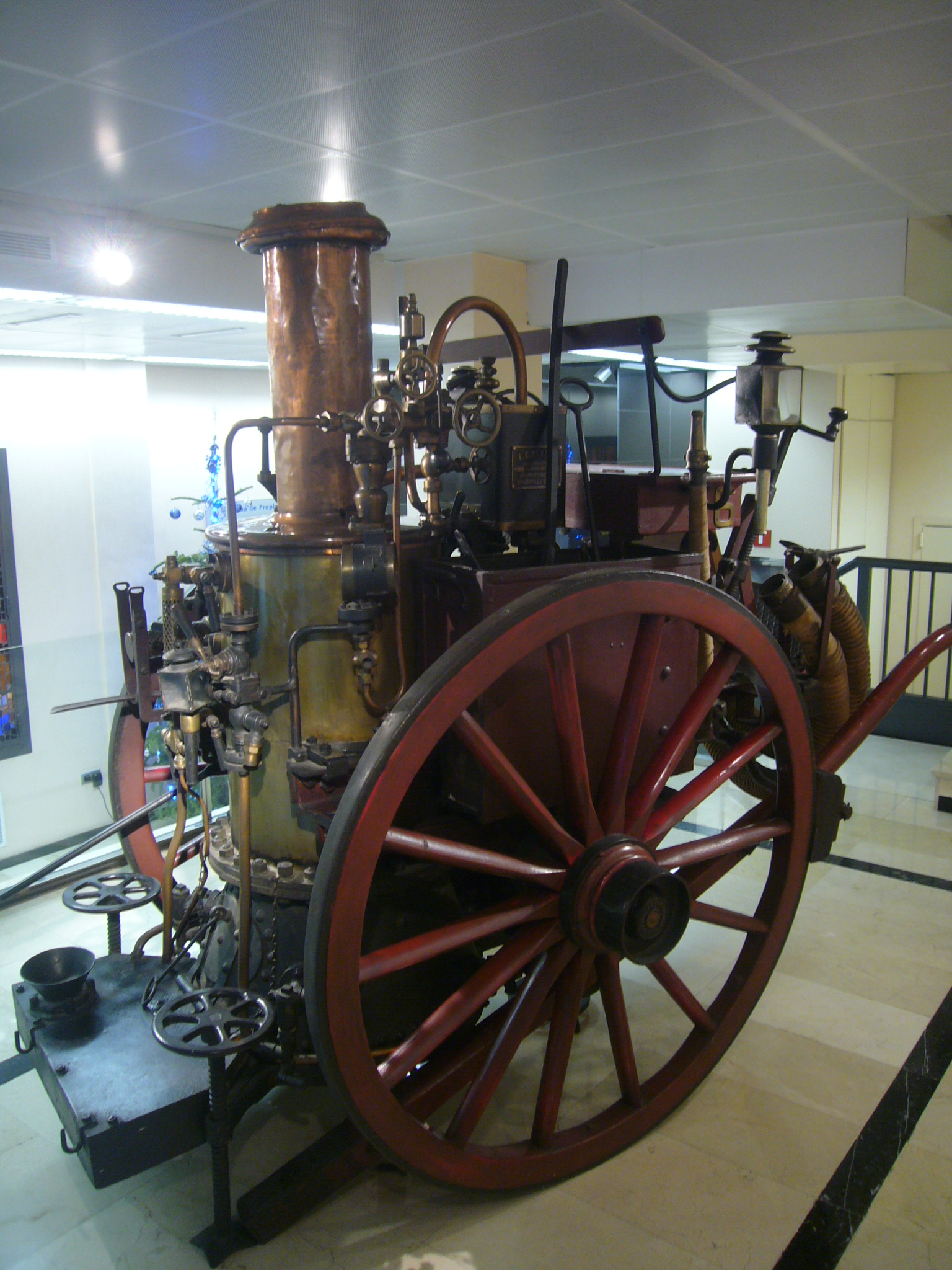
Dampfbetriebene Löschpumpe (Baujahr 1904), ausgestellt bei der Versicherungsgesellschaft Mutua de Propietarios in Barcelona

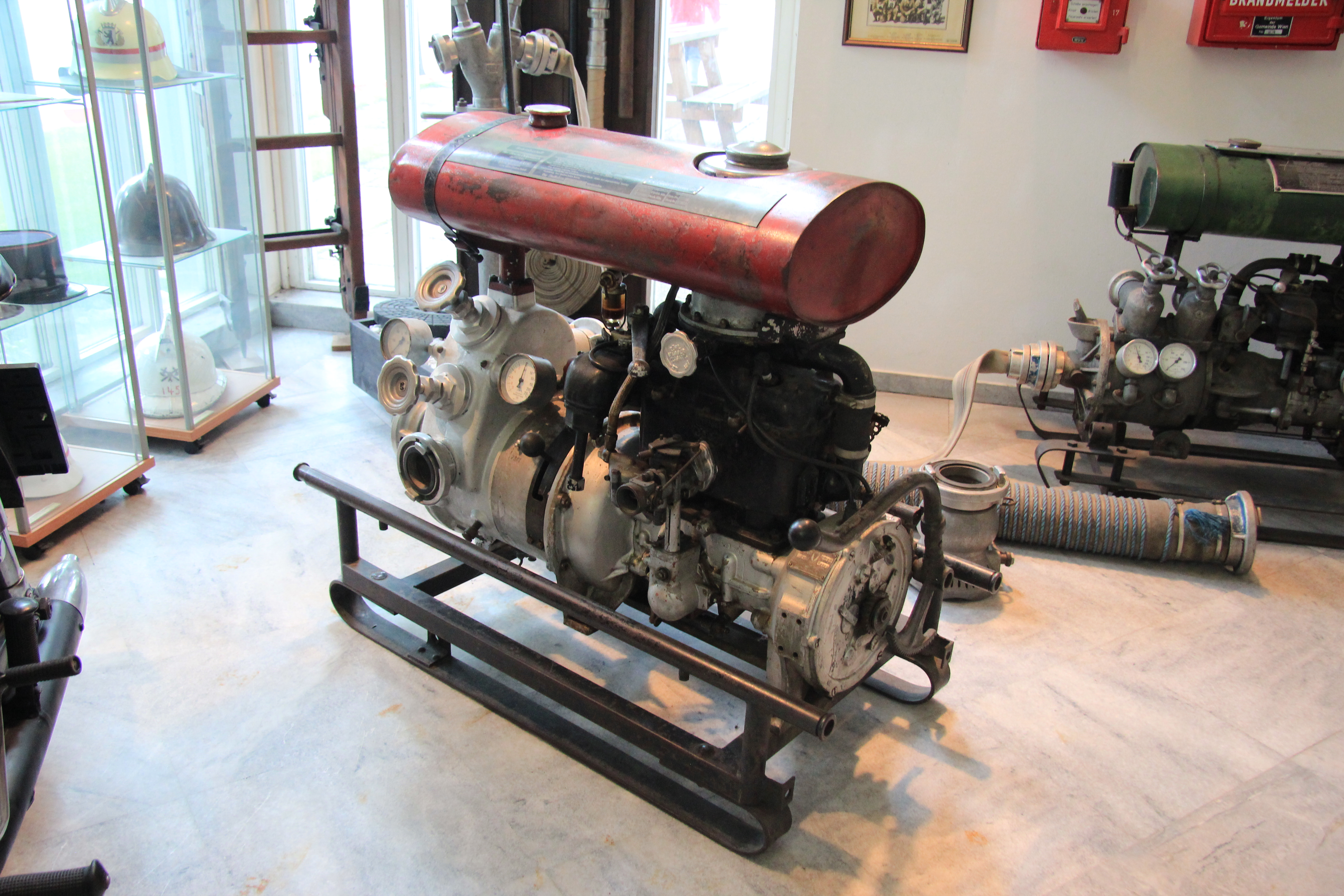
Eine motorbetriebene Tragkraftspritze (Baujahr 1942), deren Konstruktion jahrzehntelang mit Verbesserungen produziert wurde

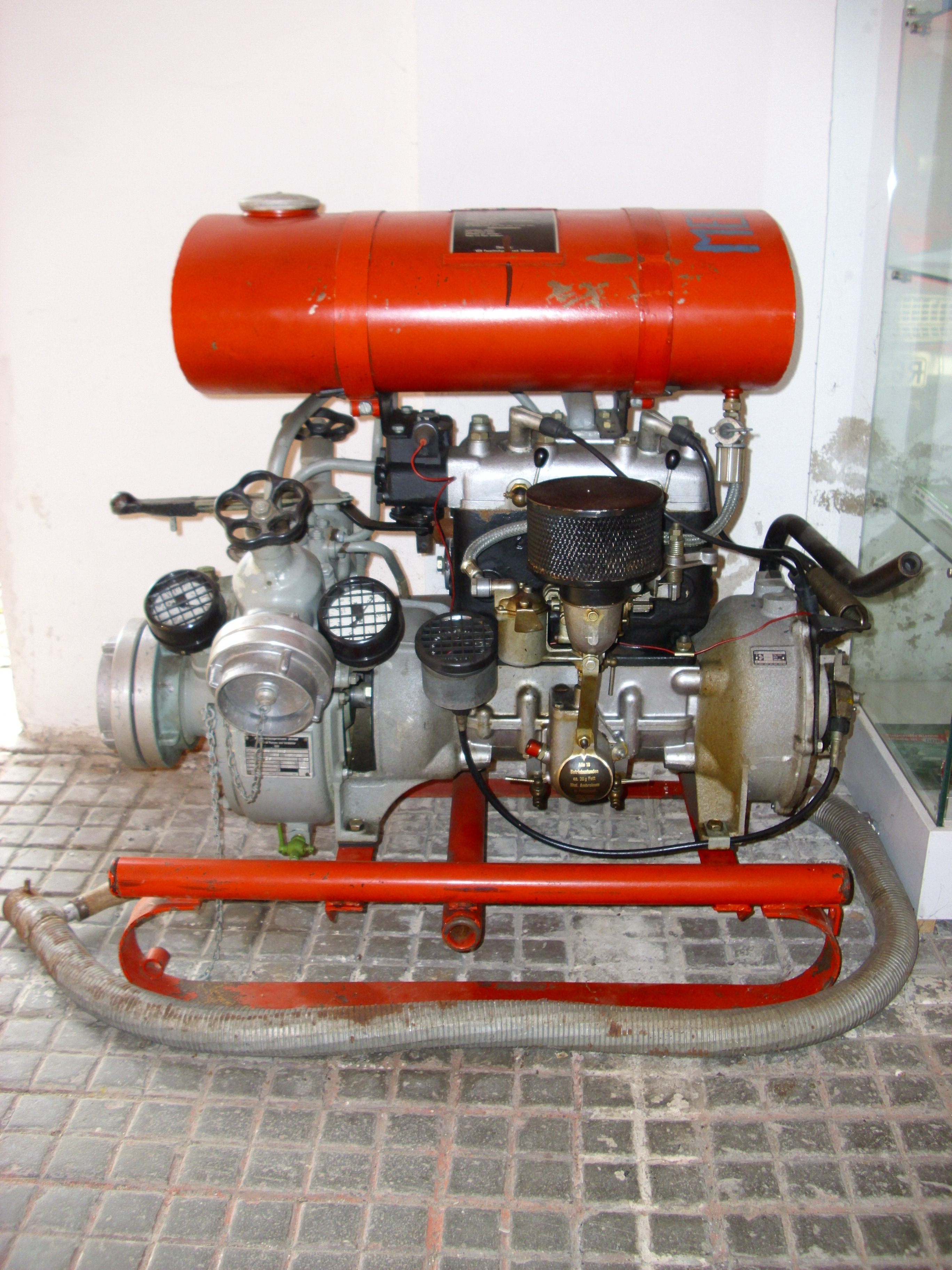
Eine Tragkraftspritze Typ TS 8/8 aus DDR-Produktion

Die Firma E. C. Flader Feuerlöschgerätefabrik (Jöhstadt in Sachsen) war ein Hersteller für Feuerlöschgeräte in den Anfangsjahren der motorisierten Nutzfahrzeuge.

## Geschichte
Im Jahr 1860 gründete E. C. Flader eine Landmaschinenfabrik und ab 1904 wurde daraus eine Fabrik für Feuerlöschmittel. Es wurden verschiedene Feuerwehrfahrzeuge hergestellt, die vor allem eine vielseitige Spezialausrüstung bekamen. Die Feuerwehrleiter konnte manuell oder durch einen Elektromotor ausgefahren werden. Die Wasserpumpe konnte auch noch durch eine Dampfmaschine angetrieben werden. Außerdem war eine Schlauchhaspel und noch Sitzgelegenheiten für zwölf Feuerwehrleute vorhanden.
Flader baute verschiedene Feuerwehrfahrzeuge, die ab dem Jahr 1904 mit langsam laufenden Radnabenmotoren hergestellt wurden. Diese konnten sowohl über die Vorder- sowie Hinterräder angetrieben werden und nach dem Hauptstromsystem arbeiten. Außer der Höchstgeschwindigkeit von 28 km/h wurde auch eine gute Anzugskraft und Bremse gewährleistet.
Die 176-Volt-Batterien, die für 108 km Reichweite ausgelegt waren, bezog Flader von dem Batterie- und Nutzfahrzeughersteller Hagen aus Köln-Kalk. Die Fahrgestelle wurden ab 1906 von der Norddeutschen Automobil- und Motorenfabrik (NAMAG) aus Bremen-Hastedt geliefert.
Um das Jahr 1910 wurden die Feuerwehrfahrzeuge auch mit Benzinmotoren von Horch aus Zwickau in Sachsen ausgestattet. Nach dem Ersten Weltkrieg wurden auch Komponenten der Nutzfahrzeugfabrik Hille-Werke in Dresden-Löbtau eingesetzt. Es entstand eine Überlandautomobilspritze mit einem Wassertank von 1.500 Liter für elf Mann Besatzung. Weitere Mannschafts- und Gerätetypen der Feuerwehrfahrzeuge folgten.
Etwa ab dem Jahr 1921 baute Flader eine mit einer Kreiselpumpe arbeitende Motorspritze, die von einem DKW-Einbaumotor (wie er im Lomos Sesselrad eingesetzt wurde) angetrieben wurde. Darauf aufbauend entwickelte Flader seinerzeit neuartige, leichtgewichtige Motorspritzen, die vom Transportwagen abgenommen und an schwer zugängliche Stellen getragen werden konnten, sogenannte Tragkraftspritzen. Die Fertigung dieser Geräte gewann schnell an Bedeutung und machte einen Großteil des Umsatzes aus. Im Gegenzug wurde Flader für das Zschopauer DKW-Stammwerk zu einem der wichtigsten Abnehmer für Einbaumotoren. Hervorzuheben ist der Typ TS 8, der von einem DKW-Einbaumotor Typ ZW 1000 angetrieben wurde. Die Konstruktion wurde nach dem Zweiten Weltkrieg bis zum Ende der DDR mit Verbesserungen weitestgehend unverändert als Tragkraftspritze 8/8 produziert.
Bis 1939 beschäftigte sich Flader noch mit den Ausstattungen, Neubauten und Umbauten sowie Reparaturen der Feuerwehrfahrzeuge. Ab 1940 wurde das Unternehmen, wie bereits im Ersten Weltkrieg, in die Kriegsproduktion einbezogen. Neben von Geräten für die Flugzeugwartung werden überwiegend Tragkraftspritzen für den Luftschutz hergestellt.
In der DDR wurde das Unternehmen als VEB Feuerlöschgerätewerk Jöhstadt weitergeführt, ab 1970 im Kombinat Pumpen und Verdichter. Neben Aufbauten für Feuerwehrfahrzeuge erfolgte in den Anfangsjahren auch eine Feuerwehranhängerproduktion, bevor diese ab den 1960er Jahren im VEB Feuerlöschgerätewerk Görlitz konzentriert wurde. Einen Großteil der Produktion machte die Produktion der Tragkraftspritzen aus.
Heute werden auf dem Gelände in Jöhstadt durch das Unternehmen PF Pumpen und Feuerlöschtechnik GmbH weiterhin Feuerlöschpumpen hergestellt.